# Análise de algoritmos
Em ciência da computação, a análise de algoritmos tem como função determinar os recursos necessários para executar um dado algoritmo. A maior parte dos algoritmos são pensados para trabalhar com entradas (inputs) de tamanho arbitrário. Em geral, a eficiência ou complexidade de um algoritmo é função do tamanho do problema, do número de passos necessário (complexidade temporal) e da complexidade espacial ou de memória do sistema usado para executar o algoritmo. Esta disciplina faz parte da mais vasta teoria da complexidade computacional, que permite fazer estimativas quanto aos recursos necessários para que um algoritmo resolva um determinado problema computacional.
Assim, o objetivo final não é apenas fazer códigos que funcionem, mas que sejam também eficientes. Para isso, deve-se estudar alguns tipos de problemas que podem ser resolvidos computacionalmente. Em seguida, deve ser visto como a abordagem adotada para resolver pode influenciar, levando a um algoritmo mais ou menos eficiente.
"Ao verificar que um dado programa está muito lento, uma pessoa prática pede uma máquina mais rápida ao seu chefe. Mas o ganho potencial que uma máquina mais rápida pode proporcionar é tipicamente limitado por um fator de 10, por razões técnicas ou econômicas. Para obter um ganho maior, é preciso buscar melhores algoritmos. Um bom algoritmo, mesmo rodando em uma máquina lenta, sempre acaba derrotando (para instâncias grandes do problema) um algoritmo ruim rodando em uma máquina rápida. Sempre."